# Station Nagataki
 Station Nagataki  (長滝駅, Nagataki-eki) is een spoorwegstation in de Japanse stad Izumisano, gelegen in de prefectuur Osaka. Het wordt aangedaan door de Hanwa-lijn. Het station heeft vier sporen, gelegen aan twee eilandperrons.

## Lijnen

### JR West
| 1, 2 | ■ Hanwa-lijn | richting Ōtori, Tennōji en Osaka    |
| 3, 4 | ■ Hanwa-lijn | richting Izumi-Sunagawa en Wakayama |

## Geschiedenis
Het station werd in juni 1930 aan geopend. In 2011 werd het station verbouwd.

## Stationsomgeving
- Senshu Ikeda Bank
- Lawson
- Circle-K
- Aritōshi-schrijn
- Ogami-schrijn
- Ruïnes van Chinu-no-miya, graf van Sotōri-hime
- Autoweg 481